# Parcialni odvod
V matematiki je parcialni odvod funkcije z več spremenljivkami je njen odvod po le eni od teh spremenljivk, kjer ostale jemljemo kot konstante (nasprotno kot v popolnem odvodu, kjer se lahko spreminjajo vse spremenljivke). Parcialni odvodi se uporabljajo v vektorski analizi in diferencialni geometriji.
Parcialni odvod funkcije {\displaystyle f(x,y,\dots )} po spremenljivki {\displaystyle x} je lahko označen z naštetim:
{\displaystyle f'_{x},f_{x},\partial _{x}f,\ D_{x}f,D_{1}f,{\frac {\partial }{\partial x}}f{\text{ ali }}{\frac {\partial f}{\partial x}}.}
Včasih je za {\displaystyle z=f(x,y,\ldots )} parcialni odvod od {\displaystyle z} po spremenljivki {\displaystyle x} označen z {\displaystyle {\tfrac {\partial z}{\partial x}}.} Ker ima na splošno parcialni odvod enake argumente kot izvorna funkcija, se funkcionalna odvisnost včasih eksplicitno označi s spodnjim zapisom:
{\displaystyle f_{x}(x,y,\ldots ),{\frac {\partial f}{\partial x}}(x,y,\ldots ).}
Simbol, ki označuje parcialni odvod je ∂. Eno izmed prvih uporab tega simbola v matematiki si lasti Marquis de Condorcet iz leta 1770, ko ga je uporabljal za parcialne razlike. Moderni parcialni simbol je naredil Adrien-Marie Legendre (1786), a ga je kasneje nehal uporabljati. Leta 1841 ga je ponovno vpeljal Carl Gustav Jacob Jacobi.

## Uvod
Predpostavimo, da je f funkcija več spremenljivk. Na primer
{\displaystyle z=f(x,y)=x^{2}+xy+y^{2}.}
Graf te funkcije oriše ploskev v evklidskem prostoru. Skozi vsako točko na tej ravnini gre neskončno tangent. Parcialna diferenciacija je dejanje izbire ene od teh črt in izračunanje njenega naklona. Po navadi največ pozornosti pritegnejo črte, ki so vzporedne na ravnino {\displaystyle xz} in te, ki so pravokotne na ravnino yz. (kar privede do računanja z eno konstantno spremenljivko: y ali pa x.).
Da odkrijemo naklon tangente funkcije na {\displaystyle P(1,1)} in vzporednico na ravnino {\displaystyle xz}, potem moramo {\displaystyle y} obravnavati kot konstanto. Na desni sta prikazana graf in ta ravnina. Spodaj vidimo, kako izgleda funkcija na ravnini {\displaystyle y=1} . Z iskanjem odvoda enačbe, medtem ko predpostavimo, da je {\displaystyle y} konstanten, odkrijemo, da je naklon funkcije {\displaystyle f} na točki {\displaystyle (x,y)} enak:
{\displaystyle {\frac {\partial z}{\partial x}}=2x+y.}
Torej je na {\displaystyle (1,1)} naklon s substitucijo enak 3. Iz tega sledi:
{\displaystyle {\frac {\partial z}{\partial x}}=3}
na točki {\displaystyle (1,1)}. Torej je parcialni odvod od {\displaystyle z} po {\displaystyle x} na {\displaystyle (1,1)} enak 3, kot je tudi prikazano na grafu.

## Definicija

### Osnovna definicija
Funkcija f se lahko spremeni v družino funkcij ene spremenljivke, ki je indeksirana z ostalimi spremenljivkami:
{\displaystyle f(x,y)=f_{y}(x)=x^{2}+xy+y^{2}.}
Z drugimi besedami, vsaka vrednost y definira funkcijo, označeno z fy , ki je funkcija ene spremenljivke x. To je
{\displaystyle f_{y}(x)=x^{2}+xy+y^{2}.}
V tem razdelku podpisana notacija fy označuje funkcijski kontingent na stalno vrednost y in ne parcialnega odvoda.
Ko je vrednost y izbrana, recimo da je enaka a, potem f(x,y) označuje funkcijo fa ki izriše krivuljo x2 + ax + a2 na ravnini {\displaystyle xz}:
{\displaystyle f_{a}(x)=x^{2}+ax+a^{2}.}
V tem izrazu je a konstanta, ne spremenljivka, torej je fa funkcija le ene realne spremenljivke, ki se imenuje x. Sočasno se spremeni tudi definicija odvoda funkcije za eno spremenljivko:
{\displaystyle f_{a}'(x)=2x+a.}
Zgornji postopek se lahko naredi za katerikoli a. Če združimo skupaj odvode v eno funkcijo, nastane funkcija, ki opiše spremembe od f v smeri x:
{\displaystyle {\frac {\partial f}{\partial x}}(x,y)=2x+y.}
To je parcialni odvod od f po x. Tukaj je ∂ zaobljen d, ki se imenuje parcialno-odvodni simbol. Da ga ločimo od črke d, se ∂ pogosto imenuje "parcial".
V splošnem je parcialni odvod n-arne funkcije f(x1, ..., xn) v smeri xi na točko (a1, ..., an) definiran kot:
{\displaystyle {\frac {\partial f}{\partial x_{i}}}(a_{1},\ldots ,a_{n})=\lim _{h\to 0}{\frac {f(a_{1},\ldots ,a_{i}+h,\ldots ,a_{n})-f(a_{1},\ldots ,a_{i},\dots ,a_{n})}{h}}.}
V zgornjem diferenčnem kvocientu so vse spremenljivke razen xi stalne. Ta izbira stalne vrednosti določi funkcijo ene spremenljivke
{\displaystyle f_{a_{1},\ldots ,a_{i-1},a_{i+1},\ldots ,a_{n}}(x_{i})=f(a_{1},\ldots ,a_{i-1},x_{i},a_{i+1},\ldots ,a_{n}),}
in po definiciji,
{\displaystyle {\frac {df_{a_{1},\ldots ,a_{i-1},a_{i+1},\ldots ,a_{n}}}{dx_{i}}}(a_{i})={\frac {\partial f}{\partial x_{i}}}(a_{1},\ldots ,a_{n}).}
Z drugimi besedami različne diferenčne izbire od a indeksirajo družino funkcij z eno spremenljivko kot v zgornjem primeru. Ta izraz nam tudi pokaže, da je čas izračunavanja parcialnih odvodov veliko manjši kot odvodov ene spremenljivke.
Pomemben primer funkcije več spremenljivk je primer funkcije s skalarno vrednostjo f(x1, ..., xn) na intervalu v Evklidskem prostoru {\displaystyle \mathbb {R} ^{n}} (tj. na {\displaystyle \mathbb {R} ^{2}} ali {\displaystyle \mathbb {R} ^{3}}). V tem primeru ima f parcialni odvod ∂f/∂xj glede na vsako spremenljivko xj. Na točki a te parcialni odvodi definirajo vektor
{\displaystyle \nabla f(a)=\left({\frac {\partial f}{\partial x_{1}}}(a),\ldots ,{\frac {\partial f}{\partial x_{n}}}(a)\right).}
Ta vektor se imenuje gradient od f na a. Če je f diferenciabilen na vsaki točki na nekem intervalu, potem je gradient funkcija ∇f z vektorsko vrednostjo, ki zavzame točko a do vektorja ∇f(a). Sočasno gradient ustvari vektorsko polje.
Pogosto se malo nepravilno zaradi poenostavitve definira operator delta (∇) v tridimenzionalnem evklidskem prostoru {\displaystyle \mathbb {R} ^{3}} z enotskimi vektorji {\displaystyle {\hat {\mathbf {i} }},{\hat {\mathbf {j} }},{\hat {\mathbf {k} }}} tako, kot sledi:
{\displaystyle \nabla =\left[{\frac {\partial }{\partial x}}\right]{\hat {\mathbf {i} }}+\left[{\frac {\partial }{\partial y}}\right]{\hat {\mathbf {j} }}+\left[{\frac {\partial }{\partial z}}\right]{\hat {\mathbf {k} }}}
Ali bolj splošno za n-dimenzionalni evklidski prostor {\displaystyle \mathbb {R} ^{n}} s koordinatami {\displaystyle x_{1},\ldots ,x_{n}} in enotskimi vektorji{\displaystyle {\hat {\mathbf {e} }}_{1},\ldots ,{\hat {\mathbf {e} }}_{n}}:
{\displaystyle \nabla =\sum _{j=1}^{n}\left[{\frac {\partial }{\partial x_{j}}}\right]{\hat {\mathbf {e} }}_{j}=\left[{\frac {\partial }{\partial x_{1}}}\right]{\hat {\mathbf {e} }}_{1}+\left[{\frac {\partial }{\partial x_{2}}}\right]{\hat {\mathbf {e} }}_{2}+\ldots +\left[{\frac {\partial }{\partial x_{n}}}\right]{\hat {\mathbf {e} }}_{n}}

### Formalna definicija
Kot navadni odvodi je tudi parcialni odvod definiran z limito. Naj bo U odprta podmnožica od {\displaystyle \mathbb {R} ^{n}} in naj bo {\displaystyle f:U\to \mathbb {R} } funkcija. Parcialni odvod funkcije f na točki {\displaystyle \mathbf {a} =(a_{1},\ldots ,a_{n})\in U} glede na i-to spremenljivko xi je definiran kot:
{\displaystyle {\frac {\partial }{\partial x_{i}}}f(\mathbf {a} )=\lim _{h\to 0}{\frac {f(a_{1},\ldots ,a_{i-1},a_{i}+h,a_{i+1},\ldots ,a_{n})-f(a_{1},\ldots ,a_{i},\dots ,a_{n})}{h}}}
Tudi če vsi parcialni odvodi ∂f/∂xi(a) obstajajo na dani točki a, ni nujno, da je funkcija tukaj zvezna. A če vsi parcialni odvodi obstajajo v bližini a-ja in so tam zvezni, potem je f popolnoma diferenciabilna v okolici in popolni odvod je zvezen. V tem primeru se reče, da je f enak C1 funkcije. To se lahko uporabi za posplošitev vektorskih vrednosti funkcij {\displaystyle f:U\to \mathbb {R} ^{m},} s pazljivo uporabo sestavnega dela argumenta.
Parcialni odvod {\displaystyle {\frac {\partial f}{\partial x}}} se lahko uporabi kot druga funkcija, ki je definirana na U in se lahko ponovno delno odvaja. Če so vsi mešani parcialni odvodi drugega reda zvezni na točki (ali množici), potem je f definiran kot C2 funkcije na tej točki (ali na tej množici); v takem primeru se lahko parcialni odvodi izmenjajo po Clairautovem izreku:
{\displaystyle {\frac {\partial ^{2}f}{\partial x_{i}\partial x_{j}}}={\frac {\partial ^{2}f}{\partial x_{j}\partial x_{i}}}.}

## Primeri

### Geometrija
Prostornina V stožca je odvisna od njegove višine h in polmera r, kar je v skladu s formulo:
{\displaystyle V(r,h)={\frac {\pi r^{2}h}{3}}.}
Parcialni odvod od V po spremenljivki r je
{\displaystyle {\frac {\partial V}{\partial r}}={\frac {2\pi rh}{3}},}
kar predstavlja hitrost spremembe stožčeve prostornine, če se spreminja njegov polmer, višina pa ostaja konstantna. Parcialni odvod po spremenljivki {\displaystyle h} je enak {\displaystyle {\frac {\pi r^{2}}{3}},} kar predstavlja, s kakšno pogostostjo se spreminja prostornina stožca, če spreminjamo višino, polmer pa ostaja konstanten.
Za razliko od navedenega, je popolni odvod od V zaporedoma po spremenljivkah r in h takšen
{\displaystyle {\frac {dV}{dr}}=\overbrace {\frac {2\pi rh}{3}} ^{\frac {\partial V}{\partial r}}+\overbrace {\frac {\pi r^{2}}{3}} ^{\frac {\partial V}{\partial h}}{\frac {dh}{dr}}}
in
{\displaystyle {\frac {dV}{dh}}=\overbrace {\frac {\pi r^{2}}{3}} ^{\frac {\partial V}{\partial h}}+\overbrace {\frac {2\pi rh}{3}} ^{\frac {\partial V}{\partial r}}{\frac {dr}{dh}}}
Razlika med popolnim in parcialnim odvodom je odprava posrednih odvisnosti med spremenljivkami v parcialnih odvodih.
Če morajo (zaradi raznih razlogov) razmerja v stožcu ostajati enaka, torej je razmerje med višino in polmerom v stalnem razmerju k,
{\displaystyle k={\frac {h}{r}}={\frac {dh}{dr}}.}
Kar nam poda popolni odvod po spremenljivki r.
{\displaystyle {\frac {dV}{dr}}={\frac {2\pi rh}{3}}+{\frac {\pi r^{2}}{3}}k}
kar poenostavimo v:
{\displaystyle {\frac {dV}{dr}}=k\pi r^{2}}
Podobno je tudi popolni odvod po h enak:
{\displaystyle {\frac {dV}{dh}}=\pi r^{2}}
Popolni odvod prostornine po obeh spremenljivkah r in h kot skalarna funkcija obeh spremenljivk je podana v gradientu
{\displaystyle \nabla V=\left({\frac {\partial V}{\partial r}},{\frac {\partial V}{\partial h}}\right)=\left({\frac {2}{3}}\pi rh,{\frac {1}{3}}\pi r^{2}\right)}.

### Optimizacija
Parcialni odvodi se pojavijo v kateremkoli analiznem optimizacijskem problemu z izbiro več kot ene spremenljivke. Na primer, v ekonomiji si želi podjetje povečati dobiček π(x, y) na maksimalno vrednost s spremembo dveh različnih spremenljivk x in y kot vnos. Pogoji prvega reda za optimizacijo so πx = 0 = πy. Ker bosta oba parcialna odvoda πx in πy oba funkciji obeh argumentov x in y, bosta oba pogoja prvega reda oblikovala sistem dveh enačb z dvema neznankama.

### Termodinamika, kvantna mehanika in matematična fizika
Parcialni odvodi se pojavijo tudi v termodinamičnih enačbah kot recimo Gibbs-Duhemova enačba, v kvantni mehaniki Schrödingerjeva valovna enačba in v ostalih enačbah matematične fizike. Tukaj so konstantne spremenljivke v parcialnih odvodih lahko razmerja preprostih spremenljivk, kot recimo molski delež xi v sledečem primeru Gibbsovih energij v ternarnem mešalnem sistemu:
{\displaystyle {\bar {G_{2}}}=G+(1-x_{2})\left({\frac {\partial G}{\partial x_{2}}}\right)_{\frac {x_{1}}{x_{3}}}}
Izraženi molski deleži komponent funkcij od ostalih molskih deležev in binarnih molskih deležev komponent:
{\displaystyle x_{1}={\frac {1-x_{2}}{1+{\frac {x_{3}}{x_{1}}}}}}
{\displaystyle x_{3}={\frac {1-x_{2}}{1+{\frac {x_{1}}{x_{3}}}}}}
Diferencialne kvociente lahko oblikujemo kot konstantna razmerja (kot prej navedene):
{\displaystyle \left({\frac {\partial x_{1}}{\partial x_{2}}}\right)_{\frac {x_{1}}{x_{3}}}=-{\frac {x_{1}}{1-x_{2}}}}
{\displaystyle \left({\frac {\partial x_{3}}{\partial x_{2}}}\right)_{\frac {x_{1}}{x_{3}}}=-{\frac {x_{3}}{1-x_{2}}}}
Razmerja X, Y, Z molskih deležev se lahko zapišejo za ternarne in multikomponentne sisteme.
{\displaystyle X={\frac {x_{3}}{x_{1}+x_{3}}}}
{\displaystyle Y={\frac {x_{3}}{x_{2}+x_{3}}}}
{\displaystyle Z={\frac {x_{2}}{x_{1}+x_{2}}}}
ki se lahko uporabijo za rešitev parcialnih diferencialnih enačb, kot:
{\displaystyle \left({\frac {\partial \mu _{2}}{\partial n_{1}}}\right)_{n_{2},n_{3}}=\left({\frac {\partial \mu _{1}}{\partial n_{2}}}\right)_{n_{1},n_{3}}}
Ta enakost se lahko preoblikuje tako, da so diferencialni kvocienti molskih deležev na eni strani.

### Sprememba velikosti slike
Parcialni odvodi so tudi ključnega pomena pri algoritmih za spremembo velikosti slike. Splošno znani kot rezbarjenje šivov, morajo te algoritmi vsakemu pikslu prirediti določeno numerično 'energijo', da opišejo nepodobnost med ortogonalnimi piksli. Algoritem kasneje progresivno odstrani vrste ali stolpce z najnižjo energijo. Formula, ki opiše pikslovo energijo (velikost gradienta na pikslu) je zelo odvisna od parcialnih odvodov.

### Ekonomija
Parcialni odvodi igrajo ključno vlogo tudi v ekonomiji, kjer večino funkcij opiše več spremenljivk. Na primer funkcija družbene potrošnje je definirana s spremenljivkami: znesek, ki je porabljen za potrošniško blago, dohodek, bogastvo ... Mejna nagnjenost k porabi je potem parcialni odvod potrošniške funkcije glede na prihodek.

## Zapis
Za navedene primere, naj bo {\displaystyle f} funkcija v {\displaystyle x,y} in {\displaystyle z}.
Parcialni odvodi prvega reda:
{\displaystyle {\frac {\partial f}{\partial x}}=f_{x}=\partial _{x}f.}
Parcialni odvodi drugega reda:
{\displaystyle {\frac {\partial ^{2}f}{\partial x^{2}}}=f_{xx}=\partial _{xx}f=\partial _{x}^{2}f.}
Mešani odvodi drugega reda:
{\displaystyle {\frac {\partial ^{2}f}{\partial y\,\partial x}}={\frac {\partial }{\partial y}}\left({\frac {\partial f}{\partial x}}\right)=(f_{x})_{y}=f_{xy}=\partial _{yx}f=\partial _{y}\partial _{x}f.}
Parcialni in mešani odvodi višjih redov:
{\displaystyle {\frac {\partial ^{i+j+k}f}{\partial x^{i}\partial y^{j}\partial z^{k}}}=f^{(i,j,k)}=\partial _{x}^{i}\partial _{y}^{j}\partial _{z}^{k}f.}
Ko imamo opravka s funkcijami z več spremenljivkami in so te spremenljivke odvisne druga od druge, je treba določiti, katere spremenljivke bodo ostale konstantne. Na področjih, recimo pri statistični mehaniki, je parcialni odvod od {\displaystyle f} glede na {\displaystyle x}, kjer sta {\displaystyle y} in {\displaystyle z} konstantna, pogosto izražen:
{\displaystyle \left({\frac {\partial f}{\partial x}}\right)_{y,z}.}
Zaradi jasnosti in preprostosti zapisa se včasih napačno funkcija parcialnega odvoda in vrednost funkcije na določeni točki zapiše zraven funkcijskih argumentov v Leibnizovem zapisu. Torej se izraz
{\displaystyle {\frac {\partial f(x,y,z)}{\partial x}}}
uporablja za funkcijo, medtem ko se
{\displaystyle {\frac {\partial f(u,v,w)}{\partial u}}}
uporablja za vrednost funkcije na točki {\displaystyle (x,y,z)=(u,v,w)}. A problem nastane, ko želimo zapisati parcialni odvod na točki {\displaystyle (x,y,z)=(17,u+v,v^{2})}. V takšnem primeru pa se mora funkcija izraziti
{\displaystyle {\frac {\partial f(x,y,z)}{\partial x}}(17,u+v,v^{2})}
ali
{\displaystyle \left.{\frac {\partial f(x,y,z)}{\partial x}}\right|_{(x,y,z)=(17,u+v,v^{2})}}
da bi upoštevali Leibnizov zapis. A v takšnem primeru je bolj priporočljivo, če uporabimo Eulerjev zapis z diferencialnim operatorjem {\displaystyle D_{i}} za simbol parcialnega odvoda glede na i-to spremenljivko. Na primer lahko zapišemo {\displaystyle D_{1}f(17,u+v,v^{2})} za zgornji opisan primer, medtem ko izraz {\displaystyle D_{1}f} predstavlja parcialni odvod funkcije glede na 1. spremenljivko.
Za parcialne odvode višjih redov se funkcija parcialnega odvoda {\displaystyle D_{i}f} glede na i-to spremenljivko zapiše {\displaystyle D_{j}(D_{i}f)=D_{i,j}f}. To je enako {\displaystyle D_{j}\circ D_{i}=D_{i,j}}, saj so spremenljivke zapisane v vrstnem redu, kot so vzeti odvodi in torej v obratnem redu kot so v kompoziciji. Seveda Clairautojev izrek pravi, da velja {\displaystyle D_{i,j}=D_{j,i}} takrat, ko so v funkciji f zmerni pogoji.

## Parcialni odvodi višjih redov
Parcialni odvodi drugih in višjih redov so definirani analogno z odvodi višjih redov nespremenljivih funkcij. Za funkcijo {\displaystyle f(x,y,...)} je "lasten" parcialni odvod drugega reda glede na x preprosto parcialni odvod parcialnega odvoda (oba glede na x):
:316–318{\displaystyle {\frac {\partial ^{2}f}{\partial x^{2}}}\equiv \partial {\frac {\partial f/\partial x}{\partial x}}\equiv {\frac {\partial f_{x}}{\partial x}}\equiv f_{xx}.}Križni parcialni odvod glede na x in y se določi z odvzemom parcialnega odvoda funkcije f glede na x in kasneje z odvzemom parcialnega odvoda rezultata glede na y, da dobimo:
{\displaystyle {\frac {\partial ^{2}f}{\partial y\,\partial x}}\equiv \partial {\frac {\partial f/\partial x}{\partial y}}\equiv {\frac {\partial f_{x}}{\partial y}}\equiv f_{xy}.}
Schwarzov izrek pravi: Če so odvodi drugega reda zvezni, potem izraz za križni parcialni odvod ne vpliva, glede na katero spremenljivko se računa parcialni odvod. Torej,
{\displaystyle {\frac {\partial ^{2}f}{\partial x\,\partial y}}={\frac {\partial ^{2}f}{\partial y\,\partial x}}}
oziroma ekvivalentno {\displaystyle f_{xy}=f_{yx}.}
Lastni in križni parcialni odvodi se pojavijo v Hessovi matriki, ki se uporablja v pogojih drugega reda v optimizacijskih problemih.